# Futebol Clube dos Flamengos
O Futebol Clube dos Flamengos é um clube português, localizado na cidade da Horta, no Arquipélago dos Açores que disputa o Campeonato de Ilha da Associação de Futebol da Horta (AFH).

## História
O clube foi fundado em 1974 e o seu atual presidente é Jorge Silveira, tendo assumido a presidência depois do antigo presidente ter lá estado durante poucos meses, já que por razões profissionais teve de abandonar, mas foi este último que começou o projeto desportivo contratando o atual treinador, ele também um ex-jogador deste clube do povo.
Na época desportiva de 2020/21 ganharam o Campeonato, tendo acesso direto à Série Açores para a próxima época desportiva de 2021/22 onde vão tentar algo inédito que é a manutenção, algo muito complicado para as equipas faialenses, visto que a estabilidade financeira é pequena e os apoios igualmente são quase inexistentes.

## Estádio
A equipa disputa os seus jogos caseiros no Estádio do Vale, com capacidade de 1.500 lugares, mas devido às restrições da pandemia, atualmente, tem lugar para menos de metade da sua lotação total.